# Ratpenat orellut de Gervais
El ratpenat orellut de Gervais (Micronycteris minuta) és una espècie de ratpenat que viu des d'Hondures, a Centreamèrica, fins al Perú, el Brasil i Bolívia, a Sud-amèrica, i a Trinitat i Tobago.